# Soyouz 16
Soyouz 16 est une mission spatiale lancée le 2 décembre 1974 du cosmodrome de Baïkonour. 
Elle vise à tester la version spécialement modifiée du Soyouz dans la perspective du vol Apollo-Soyouz qui doit se dérouler l'année suivante. 

## Équipage
Les nombres entre parenthèses indiquent le nombre de vols spatiaux effectués par chaque individu jusqu'à cette mission incluse.
| Équipage principal                                | Équipage doublure                  |
| ------------------------------------------------- | ---------------------------------- |
| Anatoli Filipchenko (2) Nikolai Rukavishnikov (2) | Vladimir Djanibekov Boris Andreïev |

## Contexte
Le 24 mai 1972, Richard Nixon, Président des États-Unis, et Alexis Kossyguine, Premier ministre de l'URSS, ont signé un accord relatif à la coopération de leurs pays dans le domaine spatial : un amarrage entre un vaisseau Apollo et un vaisseau Soyouz est projeté pour 1975.

## Objectif
Les deux nations ayant développé chacune dans leurs programmes des procédures spécifiques, donc différentes, le projet Apollo-Soyouz nécessite la mobilisation de tout un personnel, tant chez les cosmonautes et astronautes que chez les techniciens et les administrateurs.
Il exige également l'adoption d'un grand nombre de nouveaux matériels et de nouvelles procédures, des simulations mais également une répétition grandeur nature. 
Le vol Soyouz 16 s'inscrit dans ce cadre. 

## Paramètres de la mission
- Périgée : 184 km
- Apogée : 291 km
- Période : 89.2 minutes